# Triangel Teatret
 "Biorama" omdirigeres hertil. For filmproduktionsselskabet Biorama, se Filmfabrikken Skandinavien.
Triangel Teatret var en biograf beliggende på Trianglen i København.
Biografen er oprindeligt oprettet under navnet Biorama, længere ude ad Østerbrogade, men flyttede i 1926 til lokalerne på Trianglen og skiftede navn til Triangel Teatret. Biografen lukkede i 1979, siden lukningen har lokalerne været brugt til forskellige formål, senest siden 2005 af Normann Copenhagen.

## Biorama
I 1905 åbnede den tidligere markedsgøgler Søren Nielsen biografen Biorama på Østerbrogade nr. 33. Han åbnede yderligere biografer og i 1909 tillige filmselskabet Biorama (senere omdøbt til Filmfabrikken Skandinavien).
Der blev senere indført et licenssystem, som forbød filmproduktionsselskaberne at drive mere end en enkelt biograf hver.

## Triangel Teatret
1926 flyttede biografen ind ad Østerbrogade til nummer 70 ved Trianglen, som samme år er blevet ombygget. Ejendommen var oprindeligt fra 1886.
Under krigen spillede biografen videre, men om aftenen den 23. april 1944, blev filmen (i lighed med andre københavnske biografer) afbrudt af pistolbevæbnede mænd, som viste et karikaturbillede af Hitler og afspillede en propagandeplade.
I 1954-66 blev biografen drevet af Johan Jacobsen, som ligeledes havde eget produktionsselskab, Flamingo Studio. En markant film i denne periode var En fremmed banker på, der havde premiere i Triangel Teatret den 21. april 1959 og blev på plakaten frem til 3. august samme år. Denne film trak lange køer på Østerbrogade. Licensen blev overtaget af Mogens Skot-Hansen og hans produktionsselskab A/S Laterna Film.
Det eksisterende bevillingssystem blev opgivet den 1. juli 1972, og den 1. oktober samme år blev Triangel Teatret overtaget af Palladium og kom dermed til at indgå i Danmarks første egentlige biografkæde sammen med bl.a. Husum Bio og Platan Biografen. Palladiums direktør Frederik Sundram holdt kæden på teknologiens forkant og installerede en fremviser af mærket Cinemeccanica i teatret.
Biografen blev lukket af Palladium i 1979.

## Senere brug af Triangel Teatret
Efter lukningen blev lokalerne overtaget af Easy Sound Recording Studio, som blev boende i 1980'erne og 90'erne.
I marts 2001 spillede Mammutteatret forestillingen Guddommeliggørelsen af den laveste fællesnævner af Nicolas Bro i bygningen.
Fra 2005 har lokalerne været brugt som flagship-store for virksomheden Normann-Copenhagen.

## Referencen
1. 1 2  Dansk tegnefilms historie, Da filmen kom til Danmark, besøgt 24. oktober 2011
2. ↑  CinemaTour – Cinemas Around the World – Denmark
3. ↑  Din By, Østerbrogade ved Trianglen, besøgt 24. oktober 2011
4. ↑  OIS opslag for matrikel 113a, Udenbys Klædebo
5. ↑  CinemaTour – Cinemas Around the World – Denmark
6. ↑  "Daglige Beretninger om Begivenheder under den tyske Besættelse – kap. 1". Arkiveret fra originalen 9. marts 2012. Hentet 24. oktober 2011.
7. ↑  Mogens Skot-Hansen på danskefilm.dk
8. ↑  "Palladium 1938, København". Arkiveret fra originalen 10. marts 2013. Hentet 24. oktober 2011.
9. ↑  "Kondigrafen.dk | Husum Bio". Arkiveret fra originalen 7. april 2013. Hentet 24. oktober 2011.
10. ↑  "Mammutteatret – Plasticin". Arkiveret fra originalen 9. marts 2012. Hentet 24. oktober 2011.
11. ↑  normann-copenhagen.com, About, Flagship Store

55°41′57″N 12°34′42″Ø / 55.69929°N 12.57825°Ø